# رود فصلی سیرآب
 رود فصلی سیرآب یک رود در حوضه آبریز دریاچه نمک در استان البرز ایران است که از البرز سرچشمه می‌گیرد. این رود در ارتفاع ۱۴۲۶ متری واقع شده است.